# 여름향기
《여름향기》는 2003년 7월 7일부터 2003년 9월 8일까지 방영된 KBS 2TV 월화 드라마이다. <여름향기>부터 KBS의 월화드라마는 다시 미니시리즈 형태로 진행됐다. 윤석호PD가 제작한 사계절 드라마 중 세 번째 작품이다.

## 줄거리
어릴 때부터 선천성 심장병을 앓은 심혜원은 교통사고로 죽은 여성의 심장을 이식 받는다. 이식 받은 심장의 본래 주인이 사랑했던 남자 유민우를 만날 때마다 혜원의 몸 속에서 심장이 쿵쿵 뛰기 시작한다. 혜원은 자신을 사랑하는 리조트 기획실장 박정재와 심장이 기억하는 옛 사랑 민우 사이에서 갈등한다.

## 등장 인물

### 중심 인물
- 송승헌: 유민우 역
- 손예진: 심혜원 역
- 류진: 박정재 역
- 한지혜: 박정아 역

### 주변 인물
- 신애: 소은혜 역
- 조은숙: 오장미 역
- 안정훈: 지대풍 역
- 김해숙: 민우 모 역
- 김용건

## 촬영지
- 이화여자외국어고등학교
- 원효대교
- 서울시립대학교
- 덕유산
- 방아다리 약수터
- 오대산 국립공원
- 더 플라자
- 보성다원
- 명봉역

## 수상 경력
- 2003년 KBS 연기대상 여자 신인상 한지혜

## 참고 사항
- 당초 영화 <번지 점프를 하다>의 시나리오를 쓴 고은님 작가가 집필할 예정이었지만 캐스팅-시놉시스 의견 문제로 담당 PD 윤석호와 마찰을 겪어 최호연 작가로 변경됐다.[1]
- 극중 박정재 역의 류진(본명 임유진)은 <여름향기>의 박정재 캐릭터와 비슷하다는 이유로 KBS 2TV <진주 목걸이> 출연을 포기했다.[2]
- 전지현, 이영애 등을 여주인공으로 물망에 올렸으나[3] 모두 실패로 끝나자 설득 끝에 손예진이 여주인공으로 낙점됐다.
- 담당 PD 윤석호의 계절 시리즈 세 번째 작품인데, 전작인 <가을동화>와 <겨울연가>에서 보여 준 운명적인 사랑, 빈번한 우연과 죽음의 기제, 주연들의 사랑을 성사시키기 위한 방자와 향단격의 조연 출연, 비극적 운명을 강조하는 병원의 등장 등을 그대로 보여줬고[4] 표절 논란과 작가의 미숙함까지 겹치면서 결국 기대 이하의 성적에 그쳤다.
- 2003년 9월 8일에는 밤 9시 55분부터 12시 15분까지 19회와 20회(최종회)를 연속 방송하였다.

## 같이 보기
- 계절 연작
  - 가을동화(2000년 하반기 방영작)
  - 겨울연가(2002년 상반기 방영작)
  - 봄의 왈츠(2006년 상반기 방영작)